# Lindlar
Lindlar là một đô thị ở Oberbergischer Kreis, trong Nordrhein-Westfalen, Đức. Đô thị này có cự ly khoảng 30 km về phía đông của Köln. 

## Các địa phương giáp ranh
Gummersbach, Wipperfürth, Overath, Bergisch Gladbach, Engelskirchen, Marienheide và Kürten.

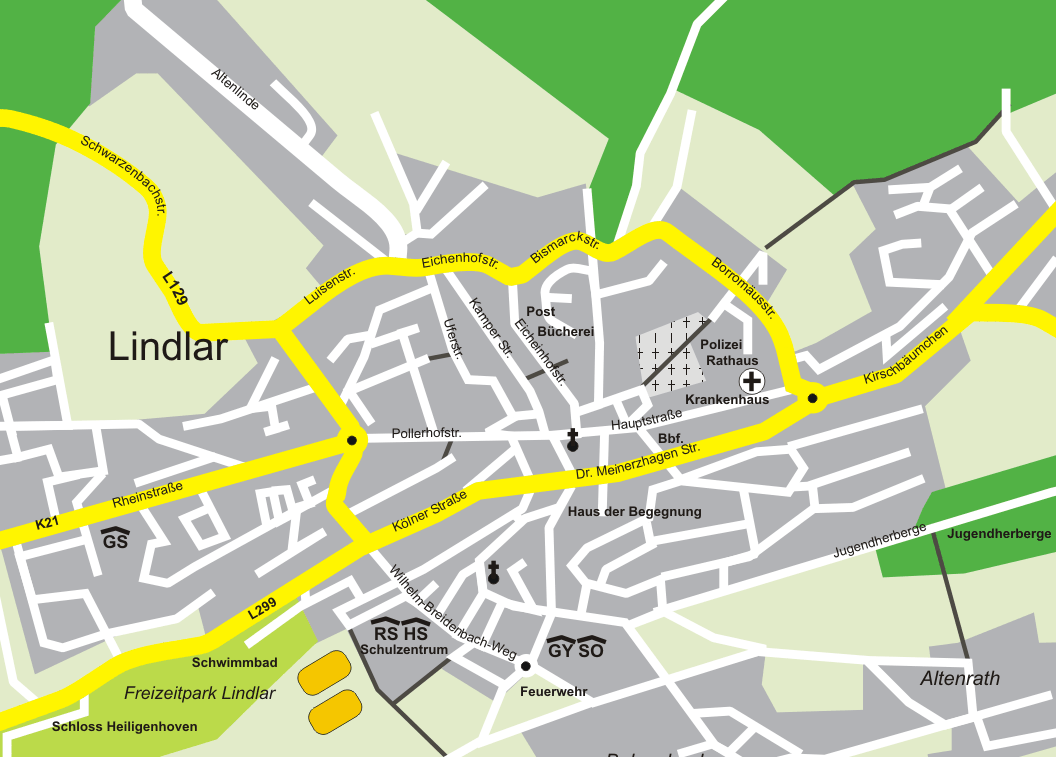
Bản đồ Lindlar

## Các khu vực dân cư

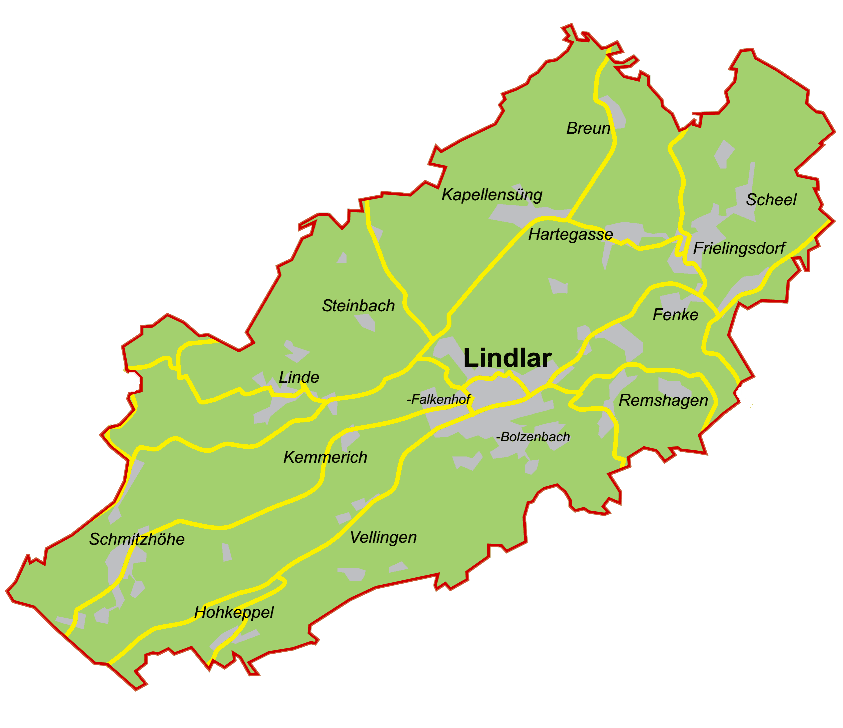
Bản đồ đô thị Lindlar

Lindlar), Frielingsdorf, Linde, Hohkeppel, Schmitzhöhe, Hartegasse/Kapellensüng.